# 회소

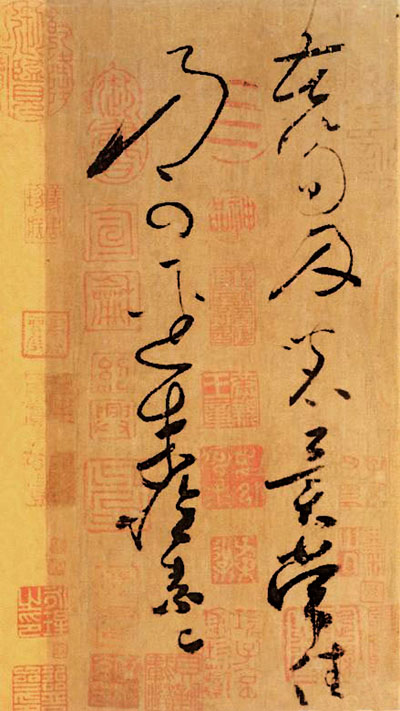
苦笋帖

회소(懷素, 737-799)는 자(字)는 장진(藏眞)으로, 영주(永州) 영릉(零陵) 출신이다. 당(唐)의 승려이자 서예가이다. 속성(俗姓)은 전(錢)이다. 광초(狂草)를 잘 쓰기로 유명하였다. 당시 사람들은 그를 취승(醉僧)이라 칭하였다.

## 생애
회소의 큰할아버지는 혜융선사(惠融禪師)이다.
회소는 어려서 출가하였다. 처음에는 불경과 역법서를 익혔으나 이후에는 서법(書法)에 매진하였다.
가난으로 글씨 쓸 종이를 구하지 못하자 고향 동네에 파초 1만여 그루를 심어 글씨 쓰는 데에 필요한 파초잎을 구하여 글자 연습을 이어갔으며, 이로 인해 회소가 살았던 곳을 '녹천암(綠天庵)'이라 칭하였다. 글씨 쓰는 것이 부족하면 쟁반 하나를 옻칠하여 썼고, 또한 네모난 판에 옻칠을 하여 썼으며, 여러 번 글씨를 쓰다 보면 쟁반이나 판자 모두 뚫릴 정도였다.

## 풍격
회소의 초기 서예 작품은 먼저 구양순(歐陽詢)의 글씨를 배웠으나 제대로 평가를 받지 못하였으며, 이에 고향에서는 대전사소전사(大錢師小錢師)라 불렸다. 이후의 필세(筆勢)는 종횡으로 치달았으며 모습은 건장하면서도 유연하며 자유분방하였고, 이로 인해 어지럽지만 순박한 형상으로 이전에는 없던 새로운 국면을 열었으면서도 운치는 결코 떨어지지 않있고 새로운 지경으로 나아갔다.
회소는 자유분방하고 거침이 없어 자잘한 것에 얽매이지 않았고 일체의 인연에 모두 얽매이면서조 마음으로는 편안하였다. 이에 술을 마셔 천성을 양성하고 초서(草書)를 써서 뜻을 드날렸으며, 매번 술이 취하여 흥분할 때면, 절의 벽이나 마을의 담장, 옷과 그릇에 글씨를 쓰지 않은 것이 없기에 당조 사람들은 그를 '취승(醉僧)'이라 불렀다.

## 작품
- 『자서첩(自敘帖)』, 대만국립고궁박물원(國立故宮博物院)
- 『고순첩(苦笋帖)』, 상해박물관(上海博物館)
- 『식어첩(食魚帖)』, 청도박물관(靑島博物館)
- 『성모첩(聖母帖)』, 섬서비림(陝西碑林)
- 『대초천문(大草千文)』, 미국 안사원(安思遠) 수장
- 『소초천문(小草千文)』, 난천산관(蘭千山館) 임백수(林伯壽)가 대만국립고궁박물원에 기탁
- 『논서첩권(論書帖卷)』, 요녕성박물관(遼寧省博物館)

## 평가
이전 사람들은 회소의 광초는 장욱(張旭)을 계승하면서도 발전시킨 부분이 있다고 평가하여 '이광계전(以狂繼顛, 광초로서 전초顛草를 이어감)'이라고 칭하였고 또한 '전장취소(顛張醉素, 전초의 장욱 취한 회소)'라고도 하였다. 후세에 끼친 영향이 크다.
당 시선(詩仙) 이백(李白)은 '소년 스님 회소라 하는 분은, 초서로 천하에서 독보적이라 하네. (글씨 연습으로) 먹으로 물든 연못에서는 (장자에 나오는 전설상의) 북명(北溟, 아득한 북쪽)의 물고기가 튀어나오고, 붓끝의 날카로움은 중산(中山)의 토끼를 모두 죽일 정도라. ... 우리 선사 취한 후에 승상(绳床, 인도에서 전래괸 의자)에 기대어, 순식간에 수천 장을 휘갈기시네. 휘몰아치는 바람과 갑자기 내리는 비에 깜짝 놀라듯, 떨어지는 꽃잎과 흩날리는 눈꽃이 아득히 떨어지듯. ... 몽롱함은 귀신 소리를 듣고 놀라는 듯, 때때로는 용과 이무기가 달리는 걸 보는 듯. 좌우로 구불거리는 것은 번개에 놀란 듯, 모습은 마치 초나라와 한나라가 서로 싸우는 듯(少年上人號懷素, 草書天下稱獨步, 墨池飛出北溟魚, 筆鋒殺盡中山兔.…… 吾師醉後倚繩床, 須臾掃盡數千張. 飄風驟雨驚颯颯, 落花飛雪何茫茫. …… 怳怳如聞神鬼驚, 時時只見龍蛇走. 左盤右蹙如驚電, 狀如楚漢相攻戰. ……)'이라고 평가하였다.
전하는 말에 의하면 회소는 젊어서 가난하여 글씨 연습할 종이가 없어 파초 1만여 그루를 심고 파초잎에 글씨를 연습했다 한다.

## 참고문헌
1. ↑  “怀素——隋唐书法-书法空间——永不落幕的书法博物馆”. 《www.9610.com》. 2023년 11월 7일에 원본 문서에서 보존된 문서. 2023년 11월 7일에 확인함.
2. ↑  육우(陸羽), 『승회소전(僧懷素傳)』, "懷素伯祖, 惠融禪師者也."
3. ↑  李白 (2011년 3월 1일). 《《李太白全集》》 (중국어 간체). 北京: 中华书局. 第8卷쪽. ISBN 9787101077780.

- 陸羽，僧懷素傳